# Devarodes semialbata
Devarodes semialbata är en fjärilsart som beskrevs av W. Warren 1904. Devarodes semialbata ingår i släktet Devarodes och familjen mätare. Inga underarter finns listade i Catalogue of Life.